# Tòa án liên bang tối cao Đức
Tòa án liên bang tối cao Đức (Bundesgerichtshof, BGH) là cơ quan xét xử luật dân sự và luật hình sự cấp cao nhất của Đức, có nhiệm vụ phúc thẩm bản án, quyết định của tòa án cấp dưới về việc áp dụng pháp luật. Quyết định của Tòa án liên bang tối cao về mặt pháp lý chỉ có hiệu lực đối với từng vụ án mà tòa án thụ lý nhưng trên thực tế được các tòa án cấp dưới áp dụng như án lệ. Quyết định của Tòa án liên bang tối cao trái với Luật cơ bản của Cộng hòa Liên bang Đức có thể bị Tòa án Hiến pháp Liên bang hủy bỏ.
Ngoài nhiệm vụ xét xử chung thẩm, Tòa án liên bang tối cao phân công một số thẩm phán làm dự thẩm viên trong các cuộc điều tra hình sự do Tổng công tố viên chỉ đạo đối với những tội danh đặc biệt như tội ác chống lại loài người và khủng bố. Dự thẩm viên có quyền ban hành lệnh khám xét, bắt giữ và những quyền hạn khác.
Hệ thống tư pháp của Đức có năm tòa án liên bang tối cao. Song song với Tòa án liên bang tối cao là Tòa án Hành chính Liên bang (xử lý các vụ việc hành chính), Tòa án Tài chính Liên bang (xử lý các vụ việc thuế), Tòa án Lao động Liên bang (xử lý các vụ việc về luật lao động) và Tòa án Xã hội Liên bang (xử lý các vụ việc an sinh xã hội).
Trụ sở của Tòa án liên bang tối cao ở Karlsruhe, Baden-Württemberg. Hai tòa hình sự của Tòa án liên bang tối cao có trụ sở tại Leipzig, Sachsen.

## Lịch sử

### Tiền thân
Được thành lập vào năm 1495, Tòa án cơ mật đế quốc của Đế quốc La Mã Thần thánh thường được coi là nguồn gốc của thể chế tòa án tối cao ở Đức. Tòa án cơ mật đế quốc ra đời do nỗ lực của các điền trang hoàng gia nhằm hạn chế quyền lực của hoàng đế, tồn tại song song và chia sẻ thẩm quyền với Hội đồng Aulic (Reichshofrat) ở Viên về hầu hết các vấn đề. Tuy nhiên, Hội đồng Aulic có độc quyền xét xử các vụ án hình sự.
Đế quốc La Mã Thần thánh bị giải thể vào năm 1806 và được Bang liên Đức thay thế. Hàng chục bang Đức mới giành được chủ quyền trong Bang liên Đức tự tổ chức hệ thống tòa án độc lập. Tình trạng này tiếp diễn cho đến khi Tòa án thương mại liên bang cấp cao (Bundesoberhandelsgericht) của Liên bang Bắc Đức được thành lập vào tháng 8 năm 1870 tại Leipzig. Ban đầu, Tòa án chỉ có thẩm quyền xét xử phúc thẩm các vụ việc luật thương mại nhưng sau khi Đế quốc Đức được thành lập vào tháng 11 năm 1870, Tòa án được trao thẩm quyền xét xử đối với nhiều lĩnh vực dân sự khác.
Năm 1879, Tòa án đế quốc tối cao được thành lập thay thế cho Tòa án thương mại đế quốc cấp cao, có thẩm quyền xét xử phúc thẩm tất cả các vụ việc dân sự và hình sự. Năm 1872, Bộ luật hình sự đế quốc được ban hành, làm tăng thêm vị thế của tòa án. Sau Chiến tranh thế giới thứ hai, Tòa án đế quốc tối cao và tất cả các tòa án khác của Đức bị giải thể vào ngày 18 tháng 4 năm 1945 theo lệnh của Tướng Eisenhower của Lục quân Hoa Kỳ.
Tại vùng chiếm đóng của Anh, Tòa án tối cao của Vùng thuộc Anh (Oberster Gerichtshof für die Britische Zone) đi vào hoạt động vào năm 1948, có nhiệm vụ đảm bảo áp dụng thống nhất pháp luật trong khu vực và phần lớn hoạt động theo phạm vi thẩm quyền và các quy tắc tố tụng của Tòa án đế quốc tối cao. Tòa án cấp cao Đức cho Khu vực kinh tế kết hợp (Deutsches Obergericht für das Vereinigte Wirtschaftsgebiet) được thành lập, có thẩm quyền xét xử phúc thẩm các vụ việc về luật kinh tế công, tư liên vùng do Hội đồng Kinh tế liên vùng ban hành.

### Thành lập
Tháng 5 năm 1949, Luật cơ bản của Cộng hòa Liên bang Đức được ban hành, thành lập Cộng hòa Liên bang Đức. Điều 96(1) Luật cơ bản quy định "sẽ thành lập các tòa án liên bang cấp cao có thẩm quyền xét xử thông thường, hành chính, tài chính, lao động và xã hội." Năm 1950, Quốc hội Liên bang Đức quyết định thành lập Tòa án liên bang tối cao như "tòa án liên bang cấp cao" có thẩm quyền xét xử thông thường (tức là dân sự và hình sự) tại thành phố Karlsruhe. Vào thời điểm đó, nơi đặt trụ sở Tòa án liên bang tối cao là vấn đề gây tranh cãi đáng kể. Ứng cử viên thứ hai sau Karlsruhe là Köln, nơi đặt trụ sở Tòa án tối cao  Khu vực Anh và Tòa án cấp cao Đức cho Khu vực Kinh tế kết hợp.
| Năm  | Tòa chuyên trách | Tòa chuyên trách |
| Năm  | Tòa dân sự       | Tòa hình sự      |
| ---- | ---------------- | ---------------- |
| 1950 | 5                | 4                |
| 1955 | 6                | 6                |
| 1960 | 8                | 5                |
| 1965 | 9                | 5                |
| 1970 | 10               | 5                |

Tòa án liên bang tối cao được thành lập vào ngày 1 tháng 10 năm 1950 và bắt đầu hoạt động một ngày sau đó. Tòa án tối cao của Khu vực Anh đã ngừng hoạt động một ngày trước đó và tất cả các vụ án đang chờ xử lý trước tòa án đều được chuyển đến Tòa án liên bang tối cao. Biên chế ban đầu của tòa án có 54 thẩm phán nhưng chỉ có 12 thẩm phán được bổ nhiệm ngay lập tức. Trong vòng ba tháng đầu tiên, 42 thẩm phán được bổ nhiệm và đến tháng 7 năm 1952, Tòa án liên bang tối cao có 86 thẩm phán. Các tòa chuyên trách mới được thành lập, bao gồm một tòa hình sự tại Berlin. Sở dĩ số lượng thẩm phán gia tăng mạnh mẽ trong những năm đầu tiên một phần là vì khối lượng công việc cao hơn dự kiến và thẩm quyền của tòa án được Quốc hội Liên bang mở rộng. Đồng thời, chức danh trợ lý thẩm phán (Hilfsrichter) của Tòa án đế quốc tối cao đã bị bãi bỏ.
Năm 1995, Tòa án liên bang tối cao lần đầu tiên thừa nhận những sai phạm tư pháp của Đức Quốc Xã.:19

## Trụ sở

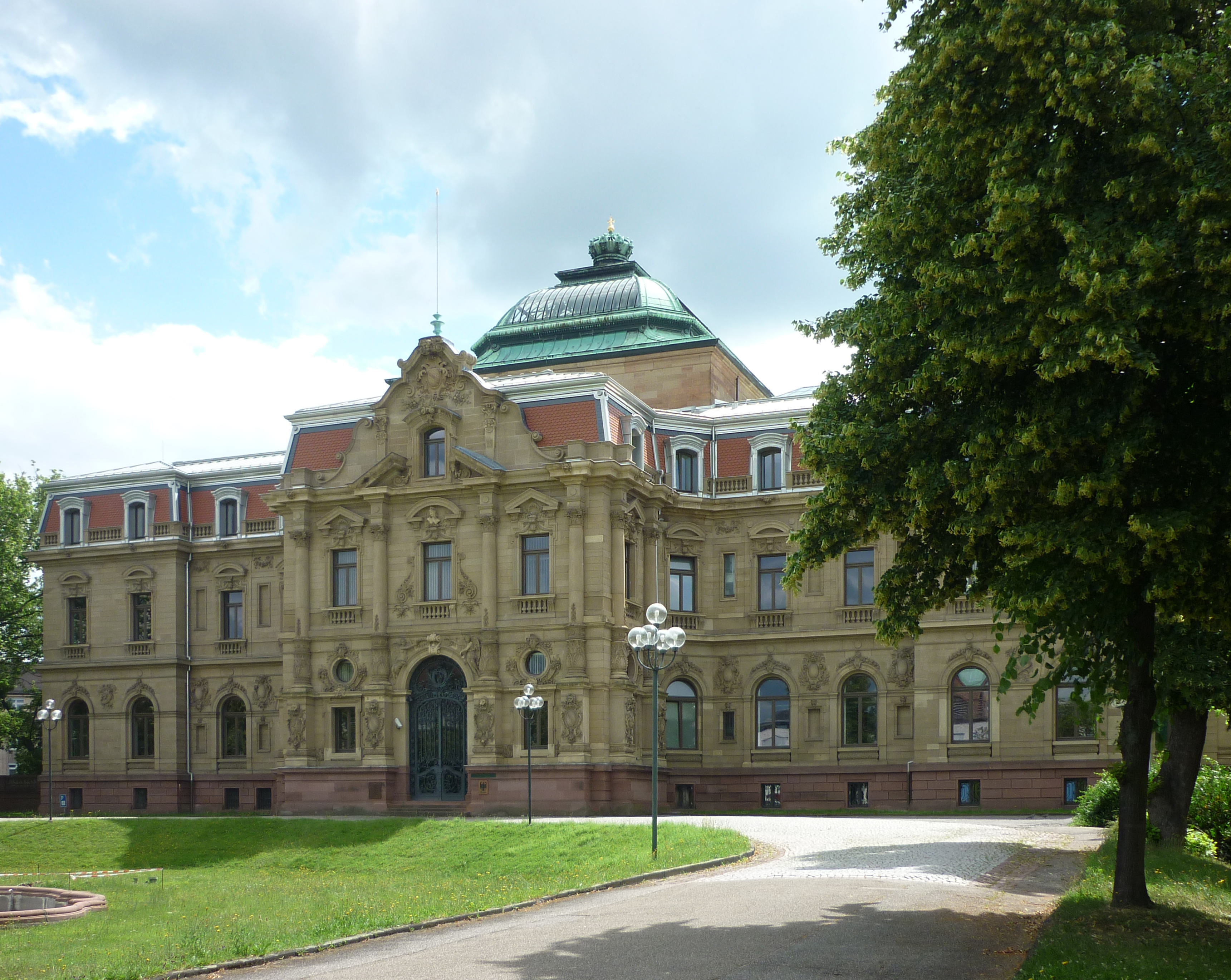
Cung điện Đại Công tước Thế tập là trụ sở Tòa án liên bang tối cao Đức tại Karlsruhe

Trụ sở Tòa án liên bang tối cao là một khuôn viên gồm năm tòa nhà ở trung tâm Karlsruhe. Tòa nhà chính là Cung điện Đại Công tước Thế tập (Erbgrossherzogliches Palais), được Josef Durm xây dựng từ năm 1891 đến 1897. Trong Chiến tranh thế giới thứ hai, mái vòm của cung điện bị phá hủy và sàn nhà áp mái bị cháy trụi.

## Thẩm phán

### Tiêu chuẩn
Thẩm phán Tòa án liên bang tối cao phải là công dân Đức, có trình độ học vấn cần thiết và đủ 35 tuổi trở lên.

### Tuyển chọn và bổ nhiệm
Thẩm phán Tòa án liên bang tối cao do Ủy ban tuyển chọn thẩm phán (Richterwahlausschuss) bầu. Ủy ban tuyển chọn thẩm phán gồm các bộ trưởng tư pháp của 16 bang của Đức và 16 ủy viên do Quốc hội Liên bang bầu. Quốc hội Liên bang thường bầu ủy viên Ủy ban tuyển chọn thẩm phán trong số nghị sĩ và cựu nghị sĩ. Bộ trưởng tư pháp liên bang hoặc một ủy viên Ủy ban tuyển chọn thẩm phán có quyền đề cử thẩm phán Tòa án liên bang tối cao. Ủy ban tuyển chọn thẩm phán họp kín và bầu thẩm phán theo hình thức bỏ phiếu kín. Ứng cử viên thẩm phán phải nhận được ít nhất quá nửa số phiếu. Thẩm phán do tổng thống bổ nhiệm.
Tính đến  năm 2023, Tòa án liên bang tối cao có 153 thẩm phán. Số lượng thẩm phán do Quốc hội Liên bang xác định mỗi năm trong Luật Ngân sách liên bang. Hiến pháp Đức quy định chính quyền liên bang phải đảm bảo biên chế của Tòa án liên bang tối cao và những tòa án liên bang tối cao khác.

### Nghỉ hưu
Tuổi nghỉ hưu của thẩm phán Tòa án liên bang tối cao là từ 65 đến 67 tuổi, tùy theo năm sinh của thẩm phán.

## Tổ chức

### Tòa chuyên trách
Tòa án liên bang tối cao gồm 13 tòa dân sự (Zivilsenate) và sáu tòa hình sự (Strafsenate). Mỗi thẩm phán được phân công vào ít nhất một tòa dân sự hoặc hình sự. Hiện tại, một tòa dân sự hoặc hình sự gồm khoảng tám thẩm phán. Thẩm phán có thể được phân công vào hơn một tòa. Hội đồng xét xử (Spruchgruppe) của một tòa thường gồm năm thẩm phán; một vụ án không bao giờ được tất cả các thẩm phán của một tòa tham gia xét xử.
Ngoài ra, Tòa án liên bang tối cao có tám tòa đặc biệt (Spezialsenate) gồm các thẩm phán từ các tòa dân sự và hình sự; một số tòa đặc biệt cũng bao gồm các chuyên gia liên quan đến lĩnh vực của tòa. Phần lớn công việc của Tòa án liên bang tối cao được các tòa dân sự, tòa hình sự giải quyết: trong số 10.400 vụ việc được Tòa án liên bang tối cao thụ lý vào năm 2021, 10.200 vụ việc được một tòa hình sự hoặc một tòa dân sự giải quyết.
Như ở tất cả các tòa án Đức, Tòa án liên bang tối cao hàng năm có một kế hoạch phân công các vụ việc cho các tòa (Geschäftsverteilungsplan) và mỗi tòa có kế hoạch nội bộ phân công các vụ việc cho các hội đồng xét xử. Tòa dân sự và tòa hình sự được phân công các vụ việc theo cách khác nhau. Mỗi tòa dân sự chuyên phụ trách một lĩnh vực cụ thể. Ví dụ: Tòa dân sự số 1 giải quyết các vụ việc về luật bản quyền, trong khi Tòa dân sự số 4 giải quyết các vụ việc về luật thừa kế. Mặt khác, mỗi tòa hình sự được phân công các vụ án từ một nhóm tòa án nhất định. Ví dụ: Tòa hình sự số 5 xử lý các đơn kháng cáo hình sự từ các tòa án ở Berlin. Có một số ngoại lệ: một tòa hình sự chuyên phụ trách các vụ án về giao thông đường bộ và một tòa hình sự khác độc quyền phụ trách các vụ án an ninh quốc gia.
Chánh tòa là người đứng đầu tòa chuyên trách, do bộ trưởng tư pháp liên bang đề cử và tổng thống bổ nhiệm. Chánh tòa luôn là một thành viên hội đồng xét xử của tòa chuyên trách nên có ảnh hưởng đến án lệ của tòa chuyên trách.

### Chủ tịch và đoàn chủ tịch

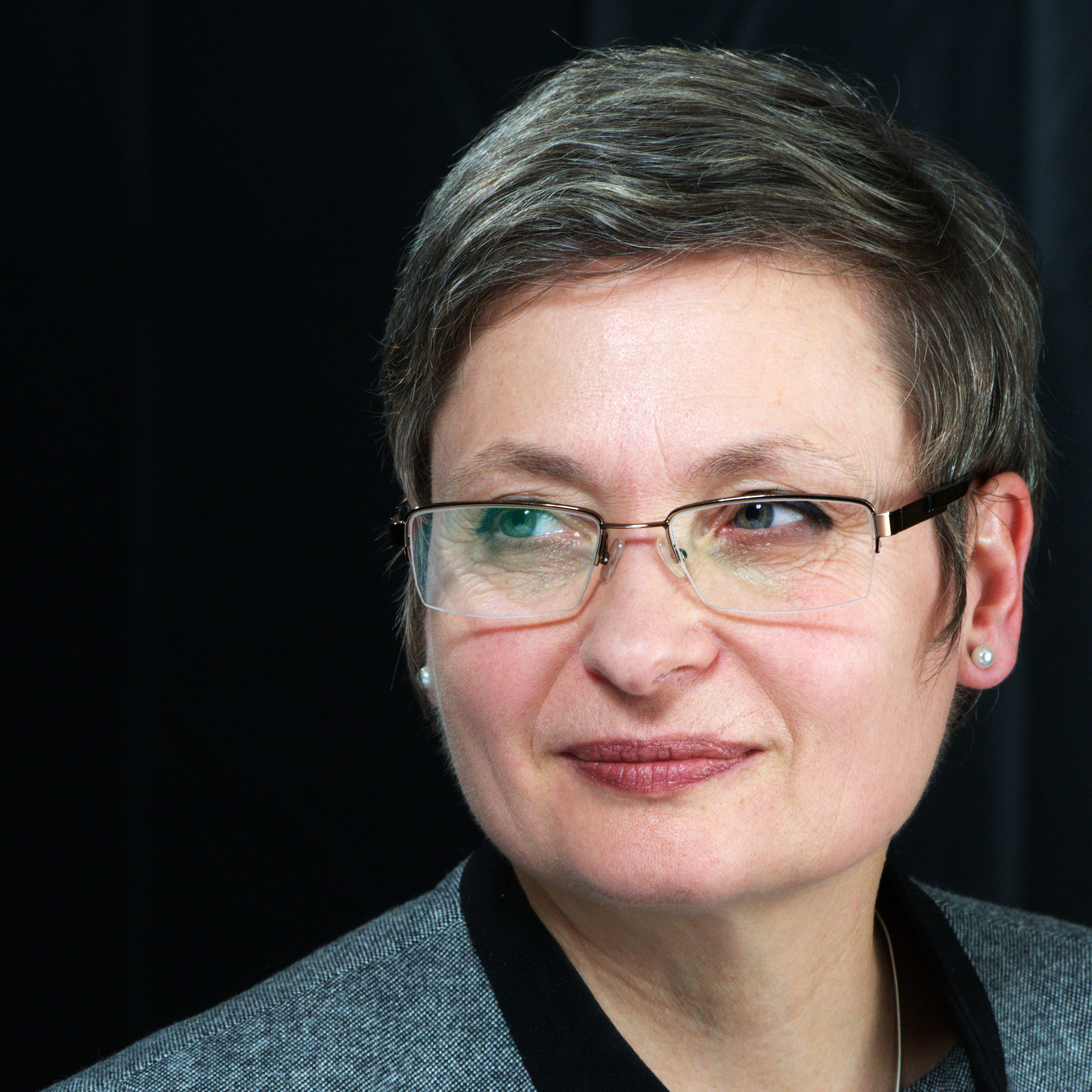
Bettina Limperg, chủ tịch Tòa án liên bang tối cao từ năm 2014

Tòa án liên bang tối cao có một chủ tịch và một đoàn chủ tịch.
Chủ tịch Tòa án liên bang tối cao do bộ trưởng tư pháp liên bang đề cử và tổng thống bổ nhiệm trong số thẩm phán Tòa án liên bang tối cao. Chủ tịch Tòa án liên bang là chánh tòa của một hoặc nhiều tòa dân sự hoặc tòa hình sự và là chủ tịch của các Đại Hội đồng, Đại Hội đồng liên tịch và một tòa đặc biệt. Đồng thời, chủ tịch Tòa án liên bang tối cao giám sát những thẩm phán khác, nhân viên nghiên cứu, biên chế tòa án và có quyền góp ý kiến vào việc soạn thảo dự luật.
Từ khi được thành lập, Tòa án liên bang tối cao đã có chín chủ tịch:
|   | Họ tên                          | Nhậm chức           | Mãn nhiệm            |
| - | ------------------------------- | ------------------- | -------------------- |
| 1 | Hermann Weinkauff (1894–1981)   | 1 tháng 10 năm 1950 | 31 tháng 3 năm 1960  |
| 2 | Bruno Heusinger (1900–1987)     | 1 tháng 4 năm 1960  | 31 tháng 3 năm 1968  |
| 3 | Robert Fischer (1911–1983)      | 1 tháng 4 năm 1968  | 30 tháng 9 năm 1977  |
| 4 | Gerd Pfeiffer (1919–2007)       | 1 tháng 10 năm 1977 | 31 tháng 12 năm 1987 |
| 5 | Walter Odersky (sinh năm 1931)  | 1 tháng 1 năm 1988  | 31 tháng 7 năm 1996  |
| 6 | Karlmann Geiß (sinh năm 1935)   | 1 tháng 8 năm 1996  | 31 tháng 5 năm 2000  |
| 7 | Günter Hirsch (sinh năm 1943)   | 15 tháng 7 năm 2000 | 31 tháng 1 năm 2008  |
| 8 | Klaus Tolksdorf (sinh năm 1948) | 1 tháng 2 năm 2008  | 31 tháng 1 năm 2014  |
| 9 | Bettina Limperg (sinh năm 1960) | 1 tháng 7 năm 2014  | Đương nhiệm          |

Đoàn chủ tịch Tòa án liên bang tối cao gồm chủ tịch Tòa án liên bang tối cao và mười thẩm phán khác do tất cả các thẩm phán bầu. Đoàn chủ tịch có nhiệm vụ phân công thẩm phán mới vào các tòa chuyên trách của Tòa án liên bang tối cao và phân công lại thẩm phán đương nhiệm vào một tòa chuyên trách khác vào đầu mỗi năm; trong trường hợp đặc biệt, đoàn chủ tịch có thể phân công lại thẩm phán trong năm. Ngoài ra, đoàn chủ tịch có thể phân công một thẩm phán làm một trong những dự thẩm viên của Tòa án liên bang tối cao.

## Thẩm quyền

### Tòa dân sự

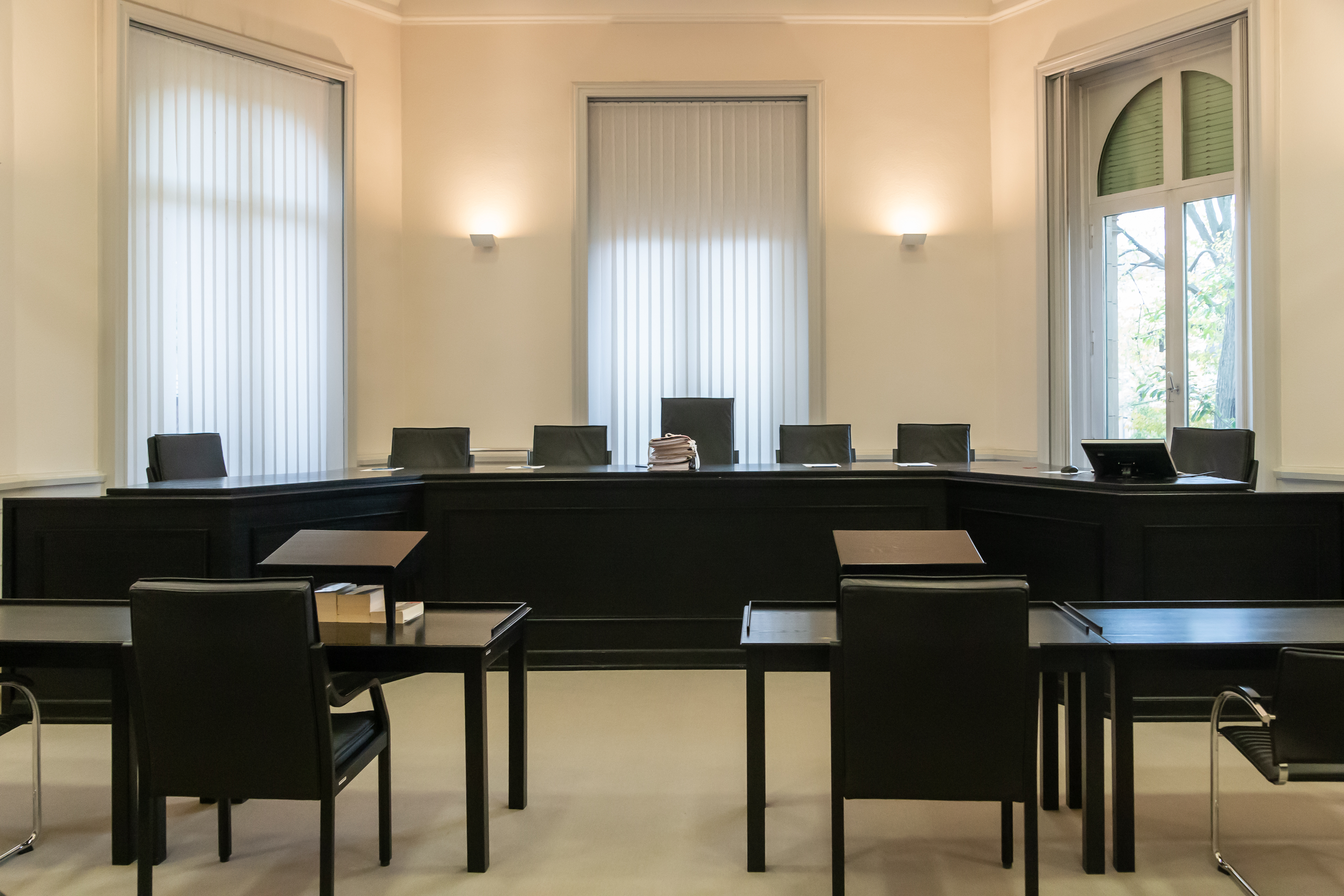
Phòng xử án của một tòa dân sự tại Cung điện Đại Công tước Thế tập

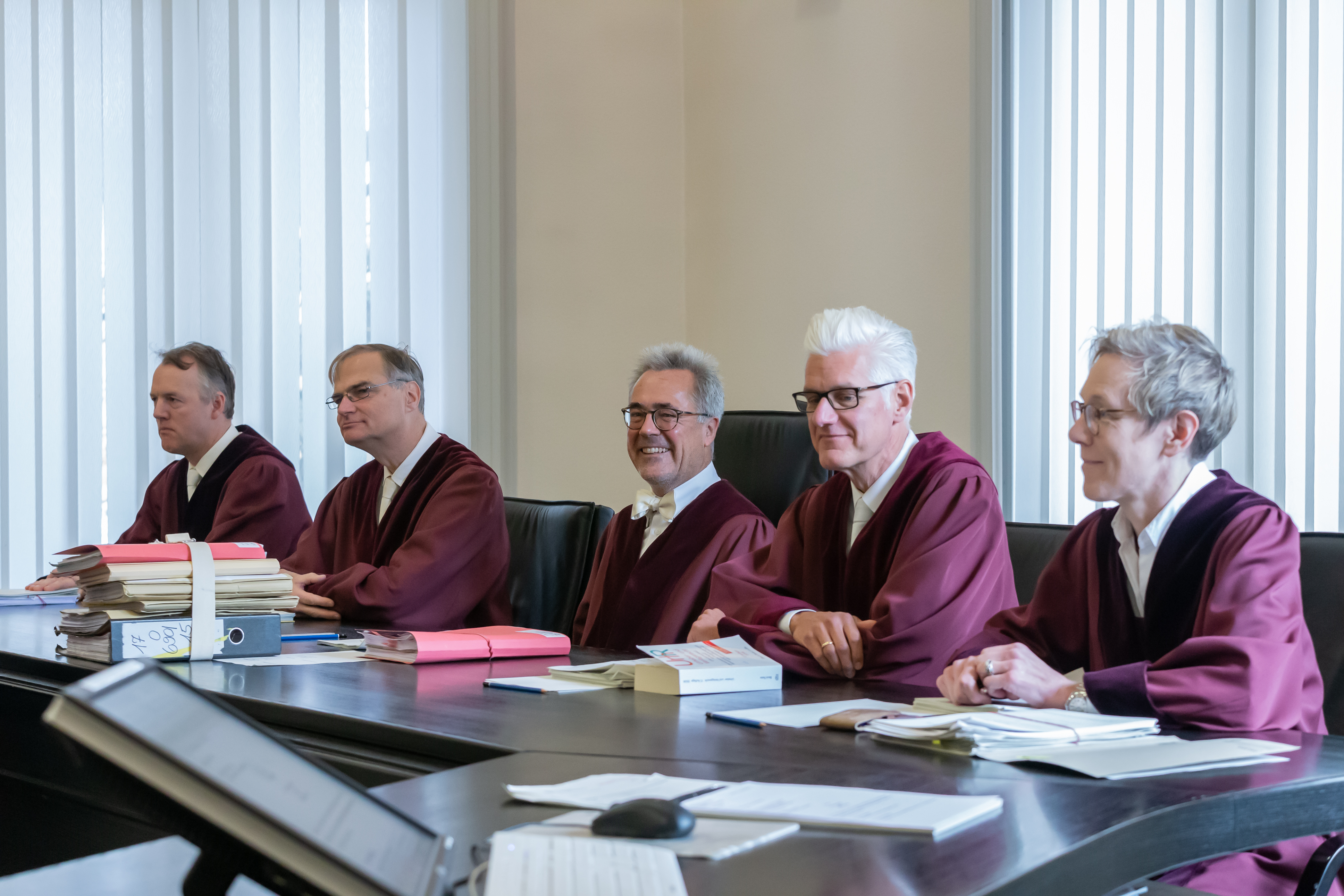
Thẩm phán một tòa dân sự trước một buổi tranh luận

Tòa dân sự của Tòa án liên bang tối cao chủ yếu xử lý đơn kháng cáo về việc áp dụng pháp luật (Revision) và khiếu nại về việc không cho phép kháng cáo về việc áp dụng pháp luật (Nichtzulassungsbeschwerde).
Trong một vụ án dân sự điển hình ở Đức, bên thua kiện tại tòa sơ thẩm có quyền kháng cáo lên tòa phúc thẩm nếu số tiền trong vụ án quá 600 euro hoặc tòa sơ thẩm cho phép kháng cáo. Bên thua kiện có thể kháng cáo cả về tình tiết vụ án và việc áp dụng pháp luật và tòa phúc thẩm sẽ xem xét lại toàn bộ vụ án, bao gồm thẩm vấn lại các nhân chứng, triệu tập người làm chứng mới và xem xét lại các dữ kiện quan trọng.
Chỉ có thể kháng cáo quyết định của tòa phúc thẩm lên Tòa án liên bang tối cao về việc áp dụng pháp luật, ví dụ như vi phạm về thủ tục tố tụng hoặc tòa án cấp dưới áp dụng sai luật. Tòa án liên bang tối cao không tiếp nhận thêm bằng chứng, không lấy lời khai của nhân chứng mà xem xét lại quyết định của tòa án cấp dưới dựa trên các bản tóm tắt do luật sư đệ trình, hồ sơ tố tụng của tòa án cấp dưới và tranh luận của các bên. Tòa án liên bang tối cao có thể bác kháng cáo mà không cần tổ chức tranh luận nếu nhất trí xác định rằng kháng cáo không có cơ sở hoặc kháng cáo không có cơ hội thành công.
Việc kháng cáo dân sự lên Tòa án liên bang tối cao phải được tòa án phúc thẩm cho phép. Tòa án phúc thẩm phải cho phép kháng cáo nếu vấn đề pháp lý có tầm quan trọng cơ bản hoặc nếu sự phát triển của luật hoặc việc đảm bảo áp dụng thống nhất pháp luật trong xét xử phải có quyết định của Tòa án liên bang tối cao. Trong trường hợp cho phép kháng cáo, Tòa án liên bang tối cao phải thụ lý vụ việc. Một bị hại cho rằng tòa án phúc thẩm không cho phép kháng cáo sai quy định và số tiền trong vụ việc quá 20.000 euro có thể nộp đơn khiếu nại lên Tòa án liên bang tối cao. Nếu Tòa án liên bang tối cao đồng ý rằng tòa án phúc thẩm không cho phép kháng cáo về việc áp dụng pháp luật sai quy định thì đơn kháng cáo sẽ được Tòa án liên bang tối cao tự cho phép.
Trong trường hợp chấp nhận kháng cáo, Tòa án lên bang tối cao có quyền hủy bỏ quyết định của tòa án phúc thẩm và gửi trả vụ án về tòa án phúc thẩm để xử lại. Tòa án phúc thẩm phải tuân thủ quyết định của Tòa án liên bang tối cao.

### Tòa hình sự
Tòa hình sự của Tòa án liên bang tối cao chủ yếu xử lý đơn kháng cáo về việc áp dụng pháp luật (Revision).
Tòa án quận (Amtsgericht) xét xử sơ thẩm các vụ án hình sự về các tội nhẹ, trong khi tòa án khu vực (Landgerichte) hoặc tòa án khu vực cấp cao (Oberlandesgerichte) xét xử sơ thẩm các vụ án hình sự về các tội nặng. Có thể kháng cáo quyết định của tòa án khu vực hoặc tòa án khu vực cấp cao lên Tòa án liên bang tối cao về việc áp dụng pháp luật. Khác với việc kháng cáo quyết định dân sự, kháng cáo quyết định hình sự không cần phải được cho phép.
Bị cáo hoặc cơ quan công tố có quyền kháng cáo, kháng nghị. Trong một số vụ án nghiêm trọng như giết người hoặc ngược đãi tình dục, bị hại hoặc  người có con cái, cha mẹ, anh chị em ruột, vợ/chồng hoặc bạn đời bị giết do hành vi phạm tội có thể tham gia làm đồng nguyên cáo (Nebenkläger). Đồng nguyên cáo cũng có quyền kháng cáo lên Tòa án liên bang tối cao nhưng quyền kháng cáo của họ bị hạn chế.
Giống như kháng cáo dân sự, kháng cáo hình sự về việc áp dụng pháp luật bao gồm vi phạm về thủ tục tố tụng hoặc tòa án cấp dưới áp dụng sai luật và Tòa án liên bang tối cao không tiếp nhận thêm bằng chứng, không lấy lời khai của nhân chứng mà tiến hành xem xét lại quyết định của tòa án cấp dưới dựa trên các bản tóm tắt do luật sư đệ trình và hồ sơ tố tụng của tòa án cấp dưới. Tòa án liên bang tối cao có thể bác kháng cáo mà không cần tổ chức tranh luận nếu nhất trí xác định rằng kháng cáo không có cơ sở hoặc kháng cáo không có cơ hội thành công. Ngoài ra, Tòa án liên bang tối cao cũng có thể nhất trí chấp nhận kháng cáo mà không cần tổ chức tranh luận.
Trong trường hợp chấp nhận kháng cáo, Tòa án liên bang  có quyền hủy bỏ quyết định của tòa án phúc thẩm và gửi trả vụ án về tòa án khu vực hoặc tòa án khu vực cấp cao để xử lại. Việc hủy bỏ quyết định của tòa án phúc thẩm không bác bỏ các nhận định tình tiết của tòa án sơ thẩm, trừ phi các nhận định tình tiết bị ảnh hưởng bởi hành vi vi phạm khiến cho quyết định của tòa án phúc thẩm bị hủy bỏ. Do đó, một vi phạm nghiêm trọng về thủ tục tố tụng có thể dẫn đến một phiên tòa mới; mặt khác, nếu tòa án sơ thẩm không kết tội vì áp dụng sai luật thì tòa án sơ thẩm có thể giữ nguyên các nhận định tình tiết và thu giữ thêm bằng chứng làm cơ sở kết tội. Trong một số trường hợp, Tòa án liên bang tối cao cũng có thể tự xét xử một vụ án mà không gửi trả về tòa án cấp dưới để xử lại.

### Dự thẩm viên
Hai thẩm phán Tòa án liên bang tối cao được phân công làm dự thẩm viên (Ermittlungsrichter), được bốn thẩm phán làm phó dự thẩm viên. Trong hệ thống luật hình sự Đức, dự thẩm viên quyết định việc bắt giữ, tạm giam, tịch thu, khám xét và các biện pháp khác liên quan đến cuộc điều tra hình sự. Dự thẩm viên chỉ có quyền điều tra một số tội phạm nhất định, chẳng hạn như tội ác chiến tranh, tội ác chống lại loài người, tội phản quốc và việc thành lập các tổ chức khủng bố, dưới sự chỉ đạo của tổng công tố viên. Trong một số trường hợp nhất định khi tổng công tố viên tiếp quản cuộc điều tra về những tội danh thông thường (bao gồm giết người, ngộ sát và bắt cóc) vì tội danh đó có thể tác động đến sự tồn vong hoặc an ninh của Đức và "có ý nghĩa đặc biệt", dự thẩm viên cũng có quyền tiến hành điều tra.

### Tòa đặc biệt
Tòa đặc biệt xét xử chung thẩm quyết định của tòa án cấp dưới trong một số lĩnh vực cụ thể.
| Tòa đặc biệt                                                                                    | Thành phần hội đồng xét xử                                                                                                   | Cơ sở pháp lý |
| ----------------------------------------------------------------------------------------------- | --- | ------------- |
| Tòa nông nghiệp (Landwirtschaftssenat)                                                          | Ba thẩm phán và hai chuyên gia nông nghiệp                                                                                   | [ 78 ]        |
| Tòa luật sư (Senat für Anwaltssachen)                                                           | Ba thẩm phán, bao gồm chủ tịch Tòa án liên bang tối cao và hai luật sư                                                       | [ 79 ]        |
| Tòa công chứng viên (Senat für Notarsachen)                                                     | Ba thẩm phán và hai công chứng viên                                                                                          | [ 80 ]        |
| Tòa luật sư bằng sáng chế (Senat für Patentanwaltssachen)                                       | Ba thẩm phán và hai luật sư bằng sáng chế                                                                                    | [ 81 ]        |
| Tòa tư vấn viên thuế và đại lý thuế (Senat für Steuerberater- und Steuerbevollmächtigtensachen) | Ba thẩm phán và hai tư vấn viên thuế hoặc đại lý thuế                                                                        | [ 82 ]        |
| Tòa kiểm toán viên (Senat für Wirtschaftsprüfersachen)                                          | Ba thẩm phán và hai kiểm toán viên                                                                                           | [ 83 ]        |
| Tòa các-ten (Kartellsenat)                                                                      | Năm thẩm phán | [ 84 ]        |
| Tòa kỷ luật liên bang (Dienstgericht des Bundes)                                                | Ba thẩm phán, bao gồm chủ tịch Tòa án liên bang tối cao và hai thẩm phán từ ngạch thẩm phán của thẩm phán bị xem xét kỷ luật | [ 85 ]        |

Tất cả thẩm phán tòa đặc biệt của Tòa án liên bang tối cao đều là thẩm phán tòa dân sự hoặc tòa hình sự.

### Đại Hội đồng và Hội đồng liên tịch
Mỗi tòa của Tòa án liên bang tối cao đều có quyền bãi bỏ án lệ của mình bất cứ lúc nào. Tuy nhiên, khi một tòa không muốn áp dụng án lệ của một hoặc nhiều tòa khác thì tòa phải lấy ý kiến của các tòa đó (Divergenzvorlage) về việc giữ nguyên án lệ. Trong trường hợp tòa đó giữ nguyên án lệ mà tòa lấy ý kiến vẫn có ý định không áp dụng thì phải yêu cầu một Đại Hội đồng phân xử. Đại Hội đồng dân sự (Großer Senat für Zivilsachen) phân xử bất đồng giữa các tòa dân sự, gồm các chánh tòa của 13 tòa dân sự và chủ tịch Tòa án liên bang tối cao; Đại Hội đồng hình sự (Großer Senat für Strafsachen) phân xử bất đồng giữa các tòa hình sự, gồm hai thẩm phán từ mỗi tòa hình sự và chủ tịch Tòa án liên bang tối cao. Đại Hội đồng liên tịch (Vereinigte Große Senate) phân xử bất đồng giữa tòa hình sự và tòa dân sự, gồm tất cả các thành viên của Đại Hội đồng dân sự và Đại Hội đồng hình sự.
Trong trường hợp một tòa của Tòa án liên bang tối cao không đồng ý với án lệ của một tòa của tòa án tối cao khác thì tòa đó phải yêu cầu Hội đồng liên tịch (Gemeinsamer Senat) phân xử. Hội đồng liên tịch gồm các thành viên thường trực là các chủ tịch của các tòa án tối cao và các thành viên tạm thời là hai thẩm phán từ mỗi tòa liên quan đến bất đồng.
Trong thực tế, cơ chế lấy ý kiến không được sử dụng thường xuyên. Năm 2021, Đại Hội đồng hình sự không phân xử một vụ tranh chấp nào. Từ năm 1951 đến năm 2009, Đại Hội đồng dân sự chỉ phân xử 36 vụ tranh chấp.

## Luật sư
Trong một vụ việc dân sự do Tòa án liên bang tối cao thụ lý, chỉ những luật sư đã gia nhập đoàn luật sư Tòa án liên bang tối cao (Rechtsanwalt beim Bundesgerichtshof) được đại diện cho các bên, là đoàn luật sư 'đặc biệt' duy nhất trong hệ thống tòa án Đức. Một luật sư đã gia nhập đoàn luật sư Tòa án liên bang tối cao chỉ được phép hành nghề trước Tòa án liên bang tối cao, các tòa án liên bang tối cao cao khác, Hội đồng liên tịch của các Tòa án liên bang tối cao và Tòa án Hiến pháp Liên bang.
Điều kiện gia nhập đoàn luật sư Tòa án liên bang tối cao rất khắt khe; tính đến tháng 6 năm 2022, đoàn luật sư Tòa án liên bang tối cao chỉ có 38 luật sư. Ứng cử viên do một ủy ban gồm các thẩm phán, thành viên của đoàn luật sư thông thường và các thành viên khác của đoàn luật sư Tòa án liên bang tối cao đề cử và bộ trưởng tư pháp liên bang bổ nhiệm.
Đối với các vụ án hình sự, một luật sư đã gia nhập một đoàn luật sư ở Đức được đại diện cho các bên trước Tòa án liên bang tối cao.

## Quan hệ với những tòa án khác

### Tòa án Hiến pháp Liên bang Đức
Là một tòa án ngạch tư pháp, Tòa án liên bang tối cao không có quyền xem xét tính hợp hiến của luật. Trong trường hợp Tòa án liên bang tối cao áp dụng một điều khoản mà Tòa án liên bang tối cao kết luận là trái hiến pháp thì Tòa án liên bang tối cao phải tạm ngừng phiên tòa và đề nghị Tòa án Hiến pháp Liên bang xem xét tính hợp hiến của điều khoản.
Giống như tất cả các quyết định của tòa án ngạch tư pháp ở Đức, quyết định của Tòa án liên bang tối cao cũng có thể bị khiếu nại hiến pháp lên Tòa án Hiến pháp Liên bang. Tuy nhiên, hiệu lực của quyết định không bị đình chỉ trong thời gian Tòa án Hiến pháp Liên bang giải quyết khiếu nại.

### Tòa án Công lý Liên minh châu Âu
Trong trường hợp Tòa án liên bang tối cao áp dụng luật của Liên minh châu Âu mà ý nghĩa không rõ thì Tòa án liên bang tối cao phải tạm ngừng phiên tòa và đề nghị Tòa án Công lý Liên minh châu Âu ra quyết định sơ bộ về cách giải thích. Nghĩa vụ này không phát sinh trong trường hợp luật của Liên minh châu Âu đã được Tòa án Công lý Liên minh châu Âu giải thích đủ rõ ràng trong các quyết định trước.
Năm 2022, Tòa án liên bang tối cao yêu cầu Tòa án Công lý Liên minh châu Âu ra quyết định sơ bộ 11 lần.

## Đặc quyền
Quyết định của Tòa án liên bang tối cao kết thúc bằng cụm từ "von Rechts wegen" ("theo luật"). Cụm từ này bắt nguồn từ thế kỷ 14 và được Tòa án thương mại đế quốc cấp cao và Tòa án đế quốc tối cao sử dụng. Chỉ Tòa án lao động liên bang tối cao và Tòa án liên bang tối cao được phép sử dụng cụm từ này trong quyết định.